# Domnarvet

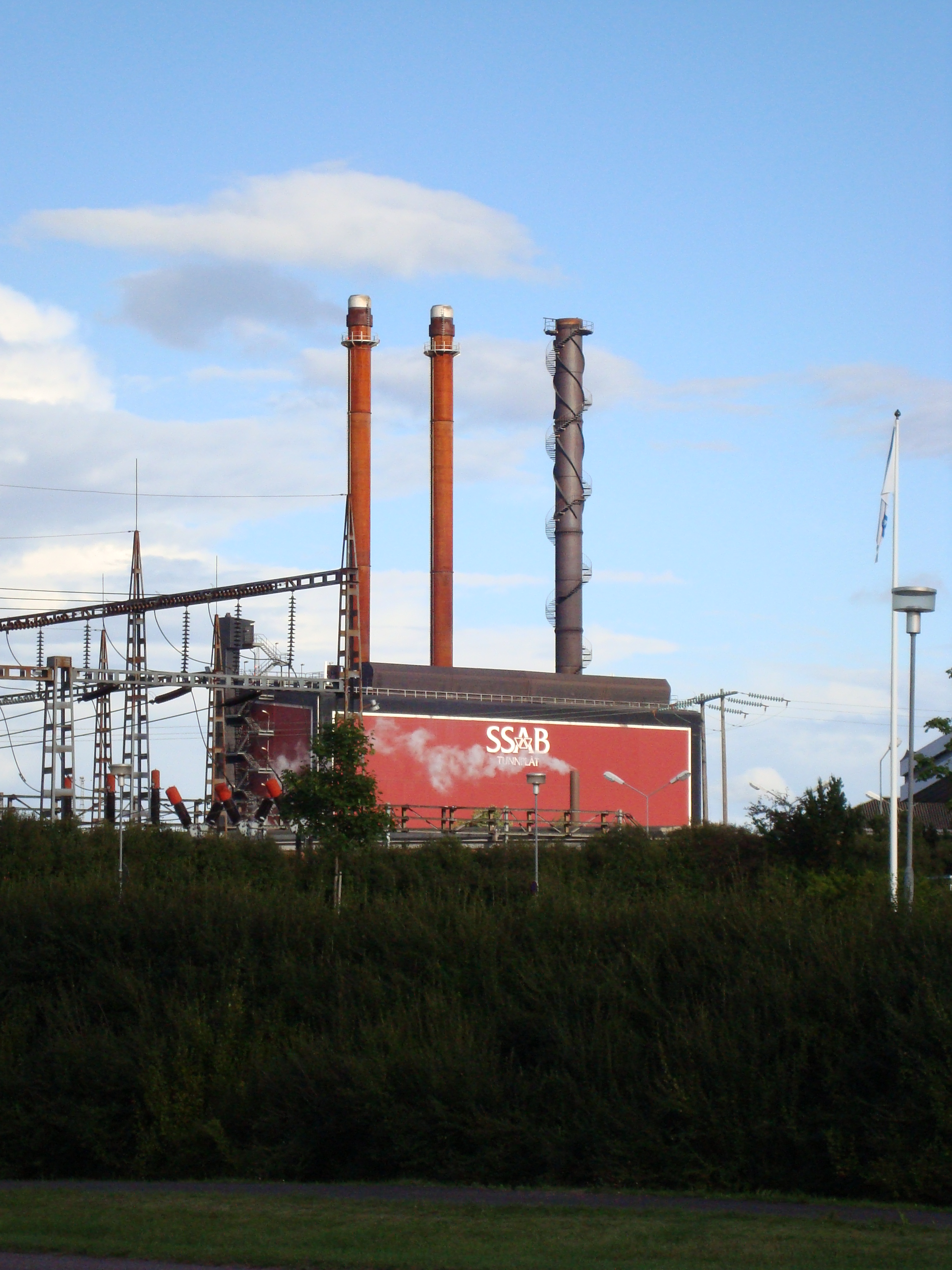
SSAB (Domnarvets Jernverk)

Domnarvet är en stadsdel i Borlänge, känd främst genom Domnarvets Jernverk. Skid- och orienteringsföreningen Domnarvets GoIF kommer från Domnarvet.

## Namnet
Ortnamnet (1388 Domararwin) är bildat till ordet domare, här troligen använt som personbinamn, och arv 'arvegods', 'ärvd jordegendom'.

## Administrativ historik
Domnarvets var en ort i Stora Tuna socken och från kommunreformen 1862 i Stora Tuna landskommun. I denna landskommun inrättades 27 februari 1925 Domnarvets municipalsamhälle som 1 januari 1929 bildade Domnarvets landskommun genom att municipalsamhällets område, utökad med Hönsarvsberget, bröts ut ur Stora Tuna landskommun. Den 1 januari 1944 lades Domnarvets kommun och Borlänge köping samman och bildade Borlänge stad. Denna blev vid kommunreformen 1971 Borlänge kommun.
Orten har alltid tillhört Stora Tuna församling.
Kommunen hade år 1930 14 552 innevånare.

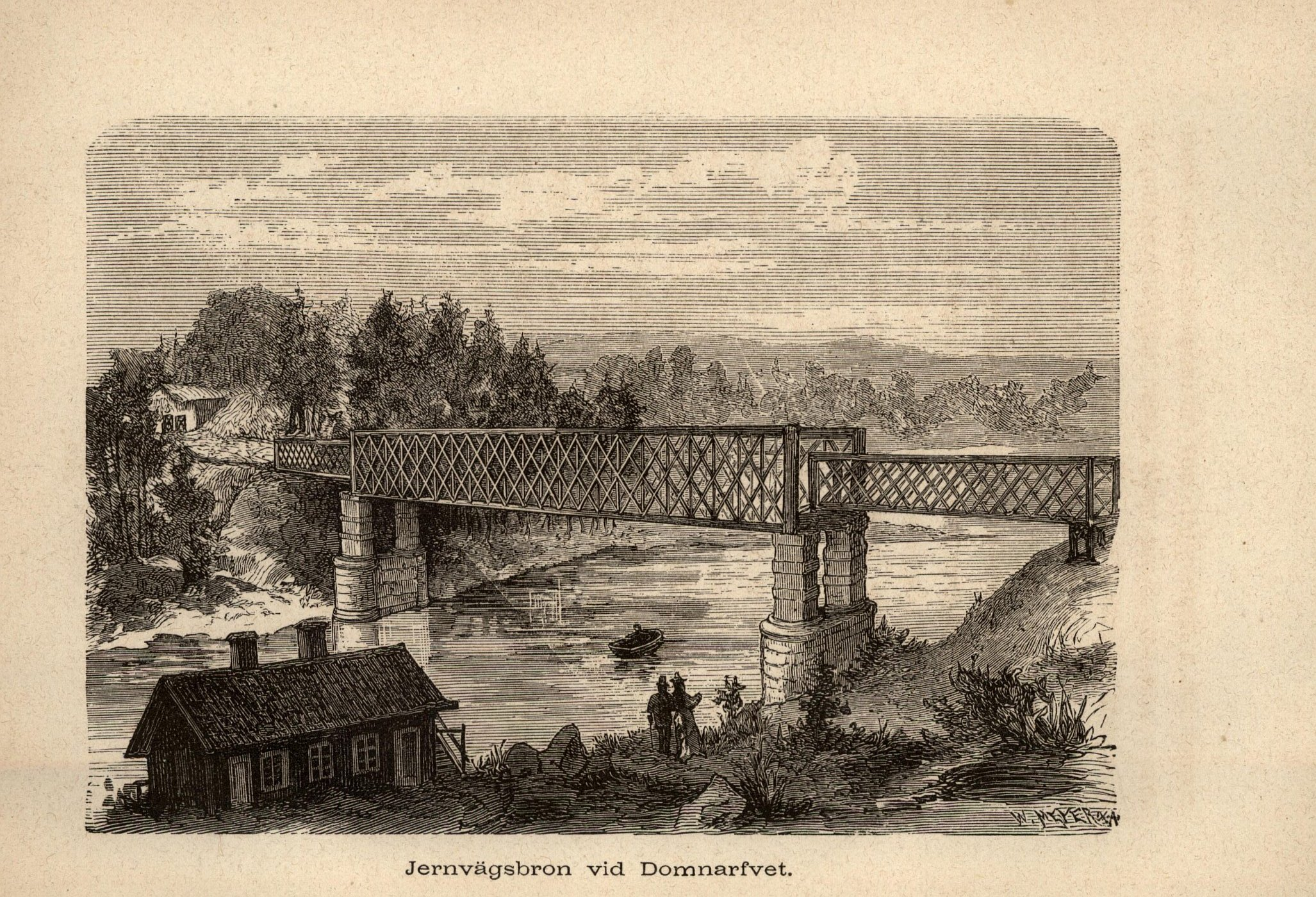
Järnvägsbron vid Domnarvet 1875. Illustration i Nornan. Svensk kalender. 1876